# Home Girls
Home Girls: A Black Feminist Anthology (1983) es una colección de ensayos de lesbianas y feministas negras, editada por Barbara Smith. La antología incluye diferentes relatos de 32 mujeres negras de ideología feminista que provienen de diferentes áreas, culturas y clases. Esta colección de escritos pretendía mostrar las similitudes entre mujeres negras de diferentes ámbitos de la vida. En la introducción, Smith afirma que "el feminismo negro es, en todos los niveles, orgánico de la experiencia negra". Los escritos de Home Girls apoyan este pensamiento a través de ensayos que ejemplifican las luchas y las experiencias vividas de las mujeres negras dentro de su raza, género, orientación sexual, cultura y vida hogareña. Los temas e historias discutidos en los escritos a menudo tocan temas que en el pasado se consideraban tabú, provocativos y profundos.

## Historia
El libro surgió del número de noviembre de 1979 de la revista Conditions, "Conditions 5: the Black Women's Issue", editado originalmente por Barbara Smith y Lorraine Bethel. Conditions 5 fue "la primera colección ampliamente distribuida de escritos feministas negros en los EE. UU." La antología fue publicada por primera vez en 1983 por Kitchen Table: Women of Color Press y reeditada por Rutgers University Press en 2000. Cuando fue necesario, el número de 2000 contenía actualizaciones de las biografías de los contribuyentes, así como un nuevo prefacio. El prefacio actual evalúa cómo han cambiado las vidas de las mujeres negras desde que se publicó el libro original. La principal preocupación de Smith era cómo las mujeres negras contribuían positivamente al feminismo negro. Desde su lanzamiento inicial, Home Girls "se ha convertido en un texto esencial sobre la vida y los escritos de las mujeres negras".

## Temas tratados
El feminismo negro. Dentro de la antología, las autoras negras adoptan enfoques diferentes para abordar las cuestiones que surgen de sus identidades y expresan su apoyo a las organizaciones feministas negras. La sexualidad es otro tema que se aborda en muchos de los artículos de Home Girls. Las mujeres negras comparten sus descubrimientos e historias sobre lo que significa ser parte de la comunidad LGBTQ+ y cómo eso las ha moldeado. 
La lucha que enfrentan las mujeres negras sobre su orientación sexual se sugiere en muchos de los artículos. Cuestiones como la apariencia física, la ropa, los gestos y el maquillaje afectaron en cómo estas mujeres fueron percibidas y sexualizadas a lo largo de sus vidas. En Home Girls muchas de las mujeres revelan sus historias personales y relatos de abuso sexual y la continua sexualización que recibieron. Audre Lorde aborda esto y menciona que "la ropa era a menudo la forma más importante de transmitir el rol sexual elegido".
En relación con la orientación sexual, muchos de los escritos de Home Girls contienen historias personales sobre sus experiencias LGBT y reacciones de miembros de la comunidad y reacciones de la comunidad LGBT. Cheryl Clarke es una de las feministas negras que contribuyen previamente a abordar la homofobia dentro de la comunidad negra. En sus escritos, comparte las luchas de LGBT en las comunidades negras y el miedo con el que a menudo tienen que vivir.
En conjunto, los temas presentados en esta antología ejemplifican la interseccionalidad, la idea de que se pueden sufrir múltiples opresiones juntas y moldear la idea que una persona tiene de su opresión. Un objetivo feminista es ampliar su diversidad e inclusión. Para lograr este objetivo, muchas activistas sugieren adquirir más conocimientos sobre el feminismo interseccional y sus efectos sobre cómo las mujeres negras experimentan la opresión y la discriminación.

## Colaboradoras
Entre las mujeres que colaboraron en Home Girls se encontraban Cheryl Clarke, Michelle Cliff, Barbara Smith, Bernice Johnson Reagon, Jewelle Gomez, June Jordan, Alice Walker, Audre Lorde, Luisah Teish, Toi Derricotte, Chirlane McCray, Becky Birtha, Tania Abdulahad, Donna Allegra, Barbara A. Banks, Julie Carter, Michelle T. Clinton, Willie M. Coleman, Alexis De Veaux, Akasha (Gloria) Hull, Patricia Jones, Raymina Y. Mays, Deidre McCalla, Pat Parker, Linda C. Powel, Spring Redd, Gwendolyn Rogers, Kate Rushin, Ann Allen Shockley, Beverly Smith, Shirley O. Steele, Jameelah Waheed o Renita Weems.